# 東京ラブストーリー
『東京ラブストーリー』（とうきょうラブストーリー）は、柴門ふみによる日本の漫画作品。1988年から小学館『ビッグコミックスピリッツ』で連載、ビッグスピリッツコミックスより刊行された。本編は全4巻刊行されている。サラリーマンの永尾完治（カンチ）と同僚の赤名リカの関係を中心に、東京に生きる若者たちの姿を描く。キャッチコピーは、「東京では誰もがラブストーリーの主人公になる」。略称として『東ラブ』と呼称されることもある。2016年10月時点で累計発行部数は250万部を突破している。
本作の25年後を描いた続編『東京ラブストーリー 〜After 25 years〜』が『週刊ビッグコミックスピリッツ』創刊35周年記念の一環として同誌2016年9号に読み切り作品にて掲載、続いて『女性セブン』に同年11月10日発売号に全7回で連載され、2017年1月に小学館から単行本が刊行された。
フジテレビ「月9ドラマ」として1991年にテレビドラマ化され最終回平均視聴率が32.3％（関東地区、ビデオリサーチ調べ）を記録する大ヒット作品となった。2020年に配信ドラマとして29年ぶりにリメイクされた。2022年秋にはミュージカル化もされた。

## あらすじ
下記に、漫画版のストーリーを記述する。テレビドラマ版は設定を除いて、ストーリーの大部分が異っている。

### 第一章 関口さとみ編
永尾完治は愛媛から上京し、東京の広告代理店に就職していた。職場では上司の和賀夏樹にイヤミを言われ、同僚の帰国子女赤名リカには「カンチ」と呼ばれてからかわれて振り回される日々。また、社内ではリカには和賀と交際しているという噂が立っていた。そんなとき、完治は幼馴染で都内の私立医科大に通う三上健一と再会する。三上は完治を無二の親友と呼ぶが、地元の名士で資産家の息子で垢抜けた軽い性格の三上に完治は強いコンプレックスを抱いていた。三上は東京での生活にすっかり馴染んでおり、完治が高校時代から片思いする関口さとみを呼び出そうとするが不在。完治はBarで知り合った行きずりの女性二人組をナンパする。それぞれカップルとなり女性をホテルに誘ったものの相手の女性は酔って体調を崩す。彼女を部屋に残して帰ろうとしたが支払いの際に財布がないことに気づいた完治は偶然鉢合わせたリカから金を借りる。「置いてきぼりにされた女の気持ちがわかる？」というリカの言葉が胸に刺さった完治は部屋に戻り女性を介抱。彼女も福島から上京し、「東京の女」ぶってナンパに応じたものの故郷に恋人を残していた。完治は朝までとりとめもない話をして女性を慰める。「東京にコンプレックスを感じているのは自分だけではない」ということにすがすがしさと勇気を得た完治だったが、リカに大きな借りを作ってしまう。
後日、金を返した完治だがリカに付きまとわれるようになる。そんなリカに完治は同級生の田々井アズサを重ねる。和賀に誘われた席で政財界の大物と対面した完治は和賀が完治の思う以上の「やり手」であることと、そんな和賀に自分が高く買われていることをまざまざと知る。帰りのタクシーで話題がリカに及び、和賀がリカの自由奔放さに魅力を感じていることを知るが、完治はリカがアズサに似ており、アズサが自殺したことを打ち明ける。和賀と別れた後、自宅前のアパートでリカが待ち伏せしていた。部屋に入ると電話が鳴っており、それは三上とさとみからの誘いだった。リカは強引に同行し、4人は初めて顔を合わせる。だが、さとみは保母の仕事を理由に早々に帰宅。完治と三上はカラオケに夢中のリカを置いて三上の部屋で飲み直すことにしたが、女癖の悪さが祟り三上の部屋は占拠されており、やむなく二人は完治のアパートに向かうことになる。三上もまたリカがアズサに似ていると感じていた。そして、三上は大嫌いな故郷で認めていたのは完治とさとみの二人だけだったと語る。その後、激怒したリカがアパートに襲来し、完治はパニックを起こしたリカを宥める。そんな完治に、三上はさとみの連絡先を置いていく。
日曜日に完治はさとみをデートに誘う。その日は父親参観日と言われ、完治は嘘をつかれていると思ったが事実だった。仕事を終えたさとみと公園に行くが、そこでさとみの職場の教え子家族と鉢合わせてしまう。デートは散々だったが、さとみから上京の理由が実家が経営するラブホテルについて誰も知らないからだと打ち明けられる。良い雰囲気になりかけたが、アパート前で待ち伏せしていたリカのせいでさとみは帰ってしまう。後日、完治の職場に故郷から研修で上京中の親友青木が訪ねてきていた。かつて完治は青木に頼んでさとみの真意を確かめて貰ったことがあり、さとみは完治について「いい人だけど・・・」と口にしていた。さとみは実家の商売もあって潔癖で身持ちが堅かった。完治は三上に頼んでフランス料理店を紹介して貰い、さとみとデートに行くことになるが、さとみから同僚の北川も一緒でいいかと言われる。北川たちは男っ気のないさとみを賭のネタにしていた。会話が弾む中、三上が現れる。予約人数を変更したことが気になって様子を見に来たのだった。三上は完治とさとみを邪魔しまいと、北川を相手に軽口を叩くがそれを見たさとみが動揺。北川を口説こうとする三上にさとみは激昂する。場所を変えたBarで完治はさとみに交際して欲しいと告げるが、さとみは回答を保留。やがて泥酔した北川はさとみに「本当は三上くんを誰かに取られたくないんでしょう？」とぶちまける。三上は硬直し、さとみは戸惑う。そのことで完治はさとみの真意に気づいてしまう。
後日、北川の伝言を伝えるためさとみは三上に会う。その際に、三上から真顔で「完治に友達でいましょうとだけは言うな」と釘を刺され、「俺たちの中で一番ひどい人間は実は自分なんだって思わない」と言われ、さとみは泣いてしまう。一方、完治に呼び出されたさとみはその場で交際して欲しいという言葉を撤回され、「これからも友達でいよう」と言われる。別れ際に完治から「俺じゃダメなんだろ」と言われたさとみは胸が締め付けられる。一方、三上は交際中の女性からさとみをけなされて激怒する。北川と部屋で話をしていたさとみの所に青木から連絡が入る。東京への転勤が決まり、案内して欲しいという話だった。さとみは青木に完治を連れてくるよう告げる。水族館を楽しみ、その後、三人は食事する。青木は完治とさとみが良い雰囲気でもう少しで恋人同士だと評する。駅で別れる際に完治は青木に先に部屋に帰るよう促し、さとみを送っていく。駅に着いた途端、完治は「もう会わない方がお互いのためだと思う」と言って去っていく。自宅に帰ると三上から「愛しているからやらせろ」と何度も電話が入る。後日、さとみに三上の母親から電話が入り実家からの差し入れを届けるよう頼まれ、三上が実家と不仲で勘当同然であることを知る。一方、三上は大学内で孤立していた。出席日数が足りず、周囲からも浮いていた。大病院の令嬢で優等生の長崎尚子も三上を毛嫌いするが、誰にもノートを貸して貰えない三上に黙ってノートを置いていく。さとみは完治を頼ることも出来ず三上に差し入れを届ける。そこには伊達男が台無しで眼鏡をかけ髭面の三上がいた。既に学費が納入済みで留年が出来ない三上は試験勉強に追われていた。三上はお裾分けをあげるからとさとみを部屋に招き入れる。三上は国立医大に進学出来るほどの優等生だったがわざと金のかかる私立を選んでいた。それも尊大な父親に金を遣わせたかったからで、東京に来たかったから来たのではなく故郷に帰りたくないからだった。そんな三上にさとみは自分の事情を重ねる。さとみは地元の銘菓「一六タルト」の中に隠された母親からの手紙に「大好きな関口さんに頼んであげます」の一言を見てしまう。高校時代からさとみに片思いを続けていたのは完治だけでなく三上もだった。三上は「愛しているずっと前から」と言ってさとみにキスをする。
渋谷で仕事をしていた完治とリカは女連れの三上とばったり出会う。その際、三上が差していた安物のビニール傘がさとみとの別れ際に渡したものではないかと完治は疑う。一方、ベッドインしかけた三上とさとみだったが、行為の前にさとみは出て行ってしまう。ところが三上の父親が倒れたが三上に連絡がつかないため、さとみの許に連絡が届いていた。さとみは三上の許を足繁く訪ねる。山ごもりしていた三上がようやく帰宅し連絡をしてみると、帰る必要はないという回答だった。三上の父親は実の息子を勘当し、甥っ子を養子にしていた。「俺にはお前が必要なんだ」と言う三上をさとみは受け入れ、二人は同棲をはじめる。一方、完治は和賀と飲みに入った店で三上の連れていた女性を目にする。三上のマンションを訪ねた完治は三上とさとみが同棲を始めたことを知る。その後、三上を呼び出した完治は三上が遊び半分で連れ歩いていた女性が三上との交際を真剣に考えており、玉の輿に乗れると有頂天だった様子を語る。そして、女遊びがやめられないなら絶交すると宣言する。
完治はさとみへの失恋のショックが痛手となって仕事も手に着かない状態となっていた。一方、リカは別人の如く仕事にやる気を見せる。沈み込む完治をリカが励まし、重大な接待の席でも完治は失態を繰り返すが、セクハラを受け流したリカのお陰で救われる。「ねぇ、セックスしよう」というリカの一言から二人の関係は始まった。

### 第二章 赤名リカ編
行きずりでリカと関係してしまった完治だがリカは全く意に介していなかった。そんなとき、完治は和賀に書類を届けるため自宅を訪問する。そこは社長の住まいとは思えぬ汚い安マンションの一室だった。若い女に入れあげて夢中になり、家族と別居し、愛を口にした途端に離れて行ったと和賀は語る。その若い女がリカだと完治は直感し、「お前も女には気をつけろ」と忠告されたことで完治とリカが関係したことに和賀が勘付いたことを知る。完治はリカに自分の気持ちだけが大事なのかと問い詰めてしまう。一方、和賀は別居中の息子にプレゼントするナイフを購入していた。リカはリカで子供向けのシール入りチョコに夢中の様子。息子と会うのに立ち会って欲しいと和賀に頼まれた完治は和賀の息子から「沢山シールを送ってくれたからいいのに」という言葉を聞いてしまう。リカは自分が愛を求めたことが他人を不幸にしたことに深く傷ついていた。産婦人科を訪れたリカは研修医として働く三上と再会し自宅に招かれる。完治は乗り気でないが、リカの求めに渋々訪問する。落ち着いた暮らしをする三上とさとみに完治は動揺を隠せない。三上と二人で話していた完治は三上がアズサと寝ていたことを知る。田舎町ではアズサが求める濃密な愛を与える存在など居らず、それに絶望して自殺したのではと三上は語る。一方、さとみは完治に思わせぶりな態度をとる。三上のTVゲームに夢中だったリカは突然帰ると言いだす。もうちょっとという完治にリカは部屋を飛び出していく。リカが遊んでいたコントローラーは壊されていた。近くの公園に居たリカはヘアピンで落雷自殺をしようとしていた。完治のさとみへの態度に勘付いていたリカは泣き崩れる。完治はさとみへの未練とリカから目を離してはならないことを自覚する。
成り行きで同棲生活を始めた完治とリカだったが、リカは完治の些細な気持ちにも敏感に反応する。自身の感情をコントロール出来ないリカに対し、完治は突き放すが、和賀は父親の気持ちで優しく諭す。そんなとき、完治のもとにさとみから連絡が入る。さとみは三上の女癖に手を焼き「馬鹿になろう」と努めていた。さとみは三上に乗り換えの際にあたしのためにガムを買ってと頼む。通学途中で尚子を口説いていた三上はさとみの一言を思い返し、一本取られたと悟る。ある日、さとみは財布を忘れた三上に届けるため大学を訪れるがそこで尚子と鉢合わせて睨まれ、三上からも物凄い形相で睨まれる。さとみからの呼び出しで、東京タワーでさとみと会った完治は三上宛ての領収書を見せられる。ほとんどがホテルの利用に関してだった。そして、完治は三上に怯えるさとみを抱きすくめる。さとみは帰宅後、完治と会ったことを三上に打ち明ける。すると三上は一晩中プラモデル作りに没頭する。その翌日、電話で完治にもうダメかも知れない、別れるかどうか決めてと言うさとみだったが、三上が完治の会社を訪ねていた。三上は完治とさとみが会っていたことを真剣に問い詰め、まだ未練があるのかと聞く。完治は「彼女はお前に夢中だよ」と言い繕う。完治とさとみに不安を感じた三上は一晩中プラモデル作りで気分を紛らわせた。完治はさとみには三上が帰ったら笑顔で迎えてやってと伝え、これで良かったのだと思う。
二週間の長期休暇を終えたリカは空港で完治に出迎えさせる。帰国したリカの話は何処までが冗談なのかわからないような話ばかりで、アラブの金持ちからダイヤモンドの指輪を貰ったなどと語る。仕事に復帰したリカだったがいきなり同僚の野村にペンキをぶっかけようとする。盲腸炎が悪化して入院したさとみの見舞いに行った際、北川と会った完治は一時期憔悴していたさとみが元気になったと聞かされる。完治は酷く惨めな気持ちに陥るが、後日野村に謝罪された完治は完治に対する悪口に激怒したリカにひっぱたかれたと語り、お前に対するやっかみもあると話す。リカに求婚しているのは途方もない相手ばかりだった。ダイヤの指輪を貰ったのは事実で、リカはそれを売って高級外車を買うなどと言いだす。和賀の指示で豪華なパーティに出席することになった完治は英語が堪能なリカを同伴する。ドレスアップしたリカに注がれる眼差しは尋常ではなかった。そして、リカは贅沢は味わい尽くしたと豪語する。「だったらなにが人生の目的なんだ」と言ってふて腐れた完治は帰ろうとするが、セレブたちのリカに対する悪口を聞いてしまう。思い直した完治はリカを送って帰ることになる。リカは金持ちと寝たことや、豪華なプレゼントを貰ったけれど、すべて愛ゆえで金銭や地位が目的であるほど卑しくないと話す。そして、完治の言葉を思い出したリカはパニック発作を起こしてしまう。アフリカの広い風景を思い出させて発作を鎮めた完治は、休暇を申請しリカを故郷の愛媛につれて行こうとする。完治はネックレスをプレゼントし、休暇に故郷に連れていくと告げるがリカは給湯室で再び発作を起こし、完治はリカを三上の勤務する病院に連れて行く。発作の原因は「不安」だった。帰国後、リカはフィリピン人の男に付きまとわれていたが、完治は三上に頼んで会話の内容を聞き出す。診察後、完治のアパートを訪ねたリカは完治からフィリピン人の男と寝たことを問い詰められ、悪びれることなく「寝た」と答える。完治がリカの頬を叩くと、「こんなもので束縛しないで」とネックレスを壊し、完治が「もう別れよう」と切り出すと再び発作を起こし、救急搬送される。リカが倒れたと聞いて病院に駆けつけた和賀は物事が順調で上手く行きかけているときほど発作を起こしやすく、行きずりの男と寝るなど破滅的な行動に走ってしまうと語る。リカは愛だと信じていたが、つきまとっていたフィリピン人は誰とでも寝る尻軽だと仲間に話していた。街でさとみと偶然再会した完治はリカについて相談する。完治を案ずる和賀は海外勤務の話を持ち出し、リカはそれを察して完治の画を描こうと苦闘。だが完治は「逃げ出すのはボクの流儀じゃない」と転勤を断る。

### 第三章 二つの破局編
三上はアプローチを続けていた尚子からフィアンセを紹介される屈辱を味遭わされて失恋。傷心を抱えて自宅に戻ったとき、さとみはそのことに気づいて三上に尚子にフラれたのでしょと指摘し、そのまま発作的に部屋を出て行く。取り乱した三上は完治のアパートを訪ねるが完治とリカが寝ているだけだった。完治はきっと北川のところだろうと告げるが、三上は「お前の方がさとみのことを知っているんだな」と皮肉を言う。その一ヶ月後、完治が三上のマンションを訪ねると女を連れ込んでいた。外に飲みに出た二人。三上は一ヶ月の間のことを語り、保育園を訪ねたものの間に立った北川から「会いたくない」と拒否され、失踪から三日後には荷物も引き上げられていたことを語る。だが、それっきりだった。お前ならどうすると問われた完治は自分なりの対処を語る。その後、さとみを訪ねた完治はこのままではいけないと忠告し、さとみは翌日三上と会うと告げる。何食わぬ顔の三上にさとみは完全な別れを言い渡す。だが、三上の衝撃は大きかった。三上はさとみが失踪してから二日間一睡も出来ず、このままではダメだと睡眠薬を取りに出た隙に荷物を持ち出され、その後は毎晩プラモデルを作っては壊し続けた。いよいよ新しく作るものがなくて途方に暮れていたとき店員の女性に色目を使われ寝た。その翌日、完治が訪ねてきた。完治のもとにはさとみから別れたという電話がかかっていた。ボジョレーヌーボーを手土産にやつれた様子で完治のアパートを訪ねた三上は完治とリカに気持ちを救われる。そして、完治のアパートに居候することになる。ある日、完治のアパートをさとみが訪ね、完治は招き入れるが三上は悪態の限りを尽くし、さとみは怒って出て行く。転居先が完治のアパートだと知ったさとみは偶然を装い訪ねたのだった。三上は必死に立ち直ろうと努力し、完治の隣室が空き部屋になってからはそこに移り住む。週末はリカも交えて、三人で過ごすうち完治は鳩を飼い始める。リカは「リンチ」と名付けて可愛がっていたが、ある日、猫に襲われて大怪我を負い、やがて死んでしまう。
和賀の会社が傾き、このままでは倒産という運びになり、和賀は人脈を駆使して完治たちの再就職先を決める。完治とリカは二ツ橋産業という大手に中途採用されるが、仕事が忙しくなりすれ違いの日々が続く。完治はリカのことが気がかりだったが、リカは完治のことを考え我慢を重ねる。様子を見に訪れた和賀からリカは他人を愛するエネルギーが五倍あると忠告され、それを適当に受け流しているから完治とは続くと指摘される。だが、二人の間にも危機が迫っていた。休日、完治は激務に疲れて電話線を引き抜き、三上からリカが来ると聞いて外出し、居眠りしてしまう。三上は気を利かせてリカの相手をしていたが、リカから本気で迫られてしまう。三上は適当にあしらったため何事も起きなかったが完治と顔を合わせたリカは24時間ずっと愛し続けてと完治に要求する。和賀と再会した完治はリカが退職して留学したいと話していることを知らされる。またさとみと再会した完治は連絡先を教えられる。バレンタインデーに三上はさとみと会うことになり、完治はリカと会う約束をする。4人で会うという待ち合わせに完治とリカは現れず、完治とリカはプラネタリウムで会っていた。三上はさとみと話すが完治に連絡する隙にさとみは帰ってしまう。プラネタリウムで愛を確かめた完治とリカだったが、リカは完治と和賀に見送られて渡米してしまう。
尚子の結婚が迫る中、三上は尚子にアプローチするフリをして「結婚おめでとう」と告げる。その後、突然尚子が三上を訪ね「泊めて欲しい」と言いだし、三上は尚子と寝てしまう。同じ日、完治はバレンタインの出来事を確認するためさとみに会うがこじらせた風邪が原因で寝てしまい、彼女の部屋で朝を迎える。完治はリカについてさとみの前ですべてぶちまけ、不覚にも泣いてしまう。帰宅すると三上の部屋から尚子が出ていくところだった。三上は自信たっぷりに分があると言うが、翌日強引に尚子をホテルに誘った三上は身の上話を並べる尚子に拒絶される。後日、大学で尚子と顔を合わせた三上は尚子から真意を引き出す。三上と寝た際に母親に謝罪していたことで、親のために結婚するつもりだったのだと語る尚子に、三上は国家試験に受かったらプロポーズすると宣言する。プレゼンの成功報酬にコンサートのチケットを貰った完治はリカが不在のためさとみを誘う。ところが会場で三上、尚子と鉢合わせてしまう。さとみに当てつけるように試験に合格したら三上と結婚すると宣言する尚子に、完治はさとみを必死にフォローする。帰宅後、三上に問い詰められる完治のところにさとみから電話が入る。リカからの国際電話だと嘘をついて切ったものの、再びさとみから電話が入り三上が出てしまう。何故嘘をつくと問い詰める三上に、完治は三上が尚子と寝た日に、自分もさとみと寝たと嘘をつく。完治はさとみに電話して遭い、そこで二度目の電話に出たのが三上だったことを告げ、さとみに好きだ、君が必要だと告白する。完治とさとみに動揺したことを尚子に見透かされた三上は試験が終わるまで遭わないと宣言される。

### 第四章 それぞれの選択編
さとみとのことで三上と完治の友情にも亀裂が生じてしまうが、仕事で疲労しきった完治を見かねた三上は完治を許す。一方、さとみは北川にすべてを語る。三上とのセックスに最初は快感を感じていたが、三上の浮気が明るみに出るや地獄だったと。そして次に好きになる男は絶対に浮気をしない男だと決めていたがさとみが好きになったのは優柔不断な完治だった。完治と寝たいと思って誘ったものの、キャッチホンでリカからの電話が入り動揺する完治を突き放したものの、それでも完治と寝たいと覚悟を決めていた。完治の部屋を訪ねたさとみは三上と鉢合わせ、しばし想い出を語るがすべて終わったことだった。完治の帰りを待ち、さとみは完治と結ばれる。だが、完治はリカの悪夢にうなされていた。さとみは完治の部屋でリカの「カンチ、愛してるわ、愛しているわ、愛してるわ!!」というハガキを見てしまうがさとみはリカと対決する覚悟を決めていた。完治はさとみに遭いに行く。そこで「美しい風景を目にしたとき、誰かと分かち合いたいと思っていた。それが関口さとみなら最高だ」と語る。五日間の出張を終えて九州から東京に戻った完治のもとに和賀から連絡が入っていた。「リカが帰国している」。動揺してパニックを起こすリカの姿を想像した完治は動揺する。そして、さとみにもリカの帰国を伝える。三上はリカと遭い、リカが不在の間に完治とさとみがくっついたことを嘆くのを聞く。それで少し安心するがリカは妊娠していた。三上との会話でリカの子供が自分の子ではないとわかる完治だったが、リカを放ってはおけなかった。リカのお腹の子は和賀との間に出来た子供だった。さとみの杞憂を知りつつ、リカと遭った完治は「和賀と結婚する」というリカの言葉にホッとした表情を見せてしまう。
三上は尚子の両親に挨拶に行くが、そこで地方の勤務医になる意向を伝える。尚子にとっても初耳だった。三上にとって「幸福な幼少期」がなかったことはコンプレックスだった。自分の子供に幸福な幼少期を与えたいという三上の思いは尚子の両親には理解されない。一方、完治とさとみの交際は順調そのものだったが、リカは完治に連絡をつづけ、完治とさとみの心は揺れる。完治の心にはリカを幸せにしたいという思いが燻っていた。行方をくらませたリカの行き先が完治の故郷である愛媛だとあたりをつけた完治は和賀と連絡を取りながら帰郷することを決める。これが最後だと言いながらリカに対して行動する完治にさとみは不満をぶつける。さとみの不安を救ったのは三上だった。三上は完治の不在で心乱れるさとみをパチンコに連れ出すなどして支える。だが、運悪く尚子と鉢合わせてしまう。尚子は両親に三上を理解させようと奔走し、疲れ切っていた。親を捨てろと頑固に譲らない三上に尚子は三上に確信を持てないことが辛いとこぼす。そして、三上のもとに尚子の母親から別の男との縁談が進められているという連絡が入る。落ち込む三上は行きずりの女と寝てしまい、現場を尚子に見られてしまう。「もう終わりよ」と言い残し、尚子は三上の前から姿を消す。
帰郷した完治はさとみ宛てに手紙を綴る。その中で、重大なことを思い出したと書く。田々井アズサが自殺した際、表面的に同情を装う級友を尻目に、委員長のさとみが「死者の脅迫に屈してはいけない」という呼びかけに教室に残ったのは完治と三上だけだった。完治はアズサから「寝てもいい」と言われていたがさとみを思って誘いを断った。三上はアズサが本心から好きな相手が親友の完治だと知っていた。さとみは実家のラブホテルから出てくるアズサと鉢合わせ、教師に告げ口したと疑われていた。三人ともアズサの自殺に誰よりも動揺していたのだった。結局、その手紙は完治自身が処分する。実家に戻った完治はさとみとの結婚を両親に報告し、さとみに連絡を入れる。
完治はリカの好みに合ったホテルを探し出し、お腹の大きなリカと再会する。そしてリカに忘れ物だったアフリカの風景写真を返し、さとみとの結婚を報告する。リカはお腹の子を愛することを決めていた。完治はアズサについてリカに話す。だが、リカはアタシはアタシと意に介さない。一生生きてやると宣言するリカに完治は安堵する。海辺のブランコでこれからのことについて話をしていたリカは突然、「やっぱり離したくない」と言いだし、ホテルにもう一部屋とると言いフロントに走って行く。それが完治がリカを見た最後となる。精算を済ませたリカはチェックアウトし、完治への置き手紙を残していた。「またいつか東京のどこかで遭いましょう」という言葉に完治はリカとの関係が完全に終わったことを悟る。そして、さとみの待つ東京へと戻った。

### 終章
完治とさとみは結ばれた。一方、尚子は親のすすめる相手と結婚式をあげ、三上は尚子を掠おうとするが失敗する。だが、傷心の三上の前に成田離婚した尚子が現れる。完治とさとみ、三上と尚子はそれぞれ結婚式を挙げる。
三年後、完治とさとみに第一子が誕生し、仙台に赴任した三上と尚子も駆けつける。三上と尚子は3年かけて結婚と仙台暮らしを尚子の両親に納得させた。男の子の名前を考えていた完治は「カンチ」という名を思い出し、リカに呼ばれたと錯覚する。偶然、リカによく似た女性と遭った完治は子供が生まれたんですと嬉しそうに語った。

## 登場人物
タイトルは東京ラブストーリーだが、主要登場人物で都内出身なのは長崎尚子のみ。当初は地方出身者である完治、三上、さとみが東京で三角関係を繰り広げる「東京トライアングル」というタイトルを想定していたという。
永尾 完治（ながお かんじ）
本作の主人公。東京の広告代理店「和賀事務所」に勤務する会社員。地元の愛媛を愛し、地元大学に進学したものの、教授の推薦で上京して和賀の許で働くことになった。性格は誠実で真面目かつ気配り上手で誰に対しても優しい。反面、その優しさが災いして優柔不断な面もある。趣味は伝書鳩の育生。高校時代は軟式野球部員。その当時から片思いする関口さとみにはふり向いて貰えないが、田々井アズサや赤名リカといったエキセントリックな女性に何故か好かれてしまう。三上は猛獣使いの素質があるためだと評している。東京での生活に馴染めず、コンプレックスを抱く。愛称カンチ（リカ限定）。三上とさとみが交際することになり、失恋の痛手からリカと寝てしまい、その後はなし崩しに通い同棲生活を送る。だが、完治が真剣にリカを愛するようになるや、次第にリカが発作を起こすようになってしまう。三上とさとみの破局、リカの突然の留学で、さとみに対する未練とリカを持て余していたことを自覚。さとみと結婚を前提に交際を始める。帰国したリカ、さとみの間で心揺れるが、最終的にリカが身を引く形でさとみと結ばれた。さとみと結婚し、第一子をもうける。
赤名 リカ（あかな りか）
本作のヒロイン。完治の同僚。商社マンの娘でジンバブエ育ち。自由奔放に生きる。劇中当初は和賀と交際しつつ、完治に興味を抱いていた。和賀が家族を捨ててリカを選んだことで和賀と破局し、さとみに失恋した完治と交際をはじめる。愛に生きる性格ゆえ、様々な男性と浮き名を流し、贅沢を味わい尽くす。だが、他人から愛されることに慣れておらず、パニック障害を抱える。感情のコントロールが下手で特に「怒り」を制御出来ない。また、愛する男性と上手く行きかけても破滅的で無軌道な行動をとってしまう。完治を心から愛していたが、突然会社を退社して留学のため渡米し、完治の前から姿を消す。和賀との息子（アフリカ）を身篭る。結局、和賀とは結婚せず、シングルマザーとして生きるつもりで完治と別れた。完治にとっては「東京」の象徴とみなされていたが、語学堪能でアフリカ育ちの彼女にとって東京は窮屈なコンクリートジャングルだったようで長期休暇では海外を飛び歩いている。
三上 健一（みかみ けんいち）
完治とは高校時代の同級生。高校時代は水泳部所属。私立医科大学の学生。地元の名士の息子で成績優秀。二枚目で女性にはモテる。だが、実の父親との仲は最悪で、勘当され従兄弟を養子にされたことで実家とは絶縁に近い状態にあり、実母だけが将来を心配している。表面的には軽薄で数々の女性と簡単に関係を持つが、根は子供っぽく寂しがり屋で内向的な性格。趣味はプラモデル作り。小学生時代にイジメから庇ってくれた完治と、父親の策略で万引き犯の噂を流されたときに唯一人信じてくれたさとみだけを信頼し、故郷の愛媛を憎悪し、そこから逃れるために上京した。親に嫌われる惨めな幼少期を過ごしたことで愛情に飢え、幸福な幼少期にコンプレックスを持つ。片思いしていたさとみと結ばれ、同棲するが尚子への関心は尽きず、彼女から手酷くフラれたことでさとみと破綻。一時期、完治の部屋に居候する。三上とさとみの復縁を完治がお膳立てするも、さとみの三上に対する絶望感は深く、復縁はならなかった。一方、尚子との関係は次第に深まり、真剣に彼女と交際するようになる。尚子の両親の反対もあり、一度は破局したものの、成田離婚した尚子と結ばれる。医師となった後、仙台に赴任する。行きずりの女性とも関係するが、「友達の彼女とだけは絶対に寝ない」という確固たるポリシーを持ち、リカに誘惑されたときもサラっと受け流した。
関口 さとみ（せきぐち さとみ）
本作のもう一人のヒロイン。完治、三上の高校時代の同級生。高校時代はバレー部員。優等生気質で誰に対しても優しい。その性格故に完治、三上からそれぞれ片思いを寄せられる。実家がラブホテルを経営していることでからかいの対象となるが、それをさりげなく庇っていた完治に好意を持っていた。だが、潔癖で身持ちの堅い性格であり、完治がアズサとキスをしたことを気にしていた。自身の秘密を知らない土地で生きる決意をして上京。保育士として就職した東京で、完治、三上と再会する。当初は完治に心惹かれていたが、実は三上に対して独占欲に近い愛情を持っていたことがわかり、三上に纏わる事情が発覚してからは三上への思いを自覚し、完治にフラれたこともあって三上と同棲するようになる。だが幸福は長く続かず、さとみの愛に安心しきった三上に何度も裏切られ、「馬鹿になる」と決めて寄り添っていた。だが、三上が尚子に失恋したことを機に破局した。三上との交際と別離は潔癖だった彼女を一回り大きく成長させた。完治とは互いに良き相談相手となっていたが、リカとの関係に憔悴しきった完治の姿を見て、改めて完治の魅力と思慕を確認し、リカと対決して完治を奪い取る決意を固める。三上と完治を靴に喩え、三上は「誰もが振り返る自慢の靴」だが、完治は「履き心地が良すぎて履いていることを忘れてしまう」と評している。高校時代は学級委員だったが芯の強い性格故に煙たがられていた。田々井アズサの突然の自殺で、実家のホテルから男性と出てきたことを教師に告げ口したと誤解から憎まれたまま死なれたことにショックを受けつつ、「死者に振り回されるべきではない」と反論し、クラスメイトたちの不評を買った。完治との順調な交際を帰国したリカにかき乱されるが、完治を信じて待ち、リカと別れた完治と結婚する。
長崎 尚子（ながさき なおこ）
三上と同じ医大生。大病院の令嬢。お嬢様育ちで優等生気質。反面、三上のような不良学生も放っておけない愛情の深さを持つ。性格的にどことなくさとみと似た部分があるため、さとみとの同棲中も三上から執拗にアプローチされる。さとみに対しては初対面から敵愾心丸出しだった。だが、性格的にはさとみよりも強く、自信過剰な三上に痛手を与えるためわざとデートに応じたフリをしてフィアンセを紹介し、三上の自尊心を傷つけた。このことが三上とさとみが破局する直接要因となる。さとみとの破局後、立ち直ろうと必死に足掻き、女遊びを控えるようになった三上を勉強面でサポート。やがて、親の決めた相手との結婚が近付く中、三上への思いを確認するためアパートに赴き、結ばれた。親の敷いたレールに沿って疑問を抱かなかったことを自覚し、三上と国家試験に合格したら結婚することを約束する。だが、地方医になりたい三上の意向が尚子の両親に容れられず、興信所を使って過去を調べられるなどされたことで両親と三上の板挟みに苦しみ、そんな尚子の気持ちを裏切るように、元カノのさとみと睦まじげに振る舞ったり、行きずりの女と寝る三上に愛想を尽かし、両親の勧める縁談を受け入れる。結婚式で尚子を奪いに来た三上を相手にしなかったが、成田離婚の末に三上の許に戻った。その後、3年を経て両親に仙台住まいと結婚を了承させた。
和賀 夏樹（わが なつき）
個人事務所の経営者でリカと完治の上司。元は大手企業の幹部候補で人脈も広くやり手だったが、一匹狼的な性格が派閥争いなどの企業体質に馴染まず独立した。リカと不倫関係となり家族と別居するが破綻。リカを本気で愛していた。完治の人格や誠実さを認めており、陰ながらリカとの交際も応援する。資金繰りに詰まった会社を畳んだ際には社員達に再就職先を斡旋した。完治とリカの関係が煮詰まった際にリカの求めに応じて関係し、子供を成す。やがて妊娠し帰国したリカと結婚するつもりだったが「愛しているのはカンチ」だと別れを告げられる。行方をくらませたリカの身を案じて完治と連絡を取りあう。ある意味、完治以上にリカの魅力と彼女の抱える障害を理解しており支えていた。妻子を捨てた身だが息子には変わらぬ愛情を注ぐ。
田々井 アズサ（たたい アズサ）
完治、健一、さとみの高校時代の同級生で故人。派手だった男関係とは裏腹に本心では完治が好きだったが、さとみを片思いする完治にフラれた。その後、教室の黒板に「みんな大嫌い」と書き残して投身自殺する。別の男とラブホに入ろうとしたところを、帰宅したさとみに目撃されたことからトラブルが発生。さとみを誤解し攻撃していた。三上とは肉体関係を持っており、本当は完治が好きだという真意もほのめかしていた。完治、三上、さとみにとってはトラウマであり、リカについてそれぞれアズサに似た雰囲気があるとみなしている。田舎町では彼女の深く自由な愛を受け止めきれる存在が居なかったことが自殺の要因だと三上は評している。後に完治はリカにアズサについて話すが、生きることに執着するリカからは違うと評された。
青木
完治の高校時代の親友。黒縁眼鏡でやや肥満気味。地元に就職したが、研修を経て東京勤務となる。さとみをからかったりもしていたが完治がさとみに片思いをしていることを知る人物。高校時代、完治に頼まれてさとみの真意を確かめた際に、「いい人たけど…」という言葉を引き出した。当時、完治はすべてを聞かなかったがその前段が「永尾くんがアズサさんとキスしたって本当？」だったことを再会後に明かす。
北川先生
さとみの同僚。ロングヘアーの美人。職場柄お互いを「関口先生」、「北川先生」と呼びあうが親友。三上が紹介したフランス料理店で完治とさとみのデートに同席し、予約人数の変更で気を利かせて現れた三上と軽口を言い合う。その後、泥酔して「本当は三上くんを誰かに取られるのが嫌なんでしょう」と発言したことが完治とさとみの破局と三上とさとみの交際の契機となる。翌日、この件を謝罪する。その後、三上が尚子にフラれ、さとみが部屋を飛び出した際には彼女を受け入れ、しばらく同居していた。さとみと三上との破局後、間を取り持つ完治と話す機会も増え、さとみから同棲生活中の深い話も聞き出す。リカの存在があった上で完治と結ばれることを願うさとみを後押しした。「恋愛は闘い」という考えの持ち主。

## 書誌情報

### 単行本
小学館ビッグコミックススペシャル
『東京ラブストーリー』1巻 1990年4月12日刊行 ISBN 4-09-181851-X
- 第1話 - 朝を待ちながら
- 第2話 - 放たれた鳥のように
- 第3話 - 調教ごっこ
- 第4話 - 遠い日をせめないで

- 第5話 - とまどいは瞳の中
- 第6話 - 泣かないで
- 第7話 - 傘がひしい
- 第8話 - この街を離れるまで

- 第9話 - 失恋の定義
- 第10話 - あなたをさがして
- 第11話 - なぜ彼らは…
- 第12話 - WA・HA・HA

『東京ラブストーリー』2巻 1990年7月13日刊行 ISBN 4-09-181852-8
- 第1話 - 愛と呼ぶには…
- 第2話 - 愛の始まり…
- 第3話 - 激しい雨
- 第4話 - 愛の贈り物

- 第5話 - いつも思い出して
- 第6話 - とまどいは隠せない
- 第7話 - 微笑をもう一度
- 第8話 - 心はダイヤモンド

- 第9話 - パーティーの夜
- 第10話 - あなたを呼ぶ声
- 第11話 - 絶望のこちら側

『東京ラブストーリー』3巻 1990年10月12日刊行 ISBN 4-09-181853-6
- 第1話 - 誰のせいでもなく
- 第2話 - ひと月ののち
- 第3話 - 素直になれなくて
- 第4話 - 不安のきざし

- 第5話 - 言葉にならなくて
- 第6話 - 橋の途中で
- 第7話 - バレンタイン・ストーリー
- 第8話 - 涙が止まらない

- 第9話 - あの空を飛べたら
- 第10話 - コンサートの夜
- 第11話 - あの頃に戻りたい

『東京ラブストーリー』4巻 1990年12月12日刊行 ISBN 4-09-181854-4
- 第1話 - あなたに合う靴
- 第2話 - 終わりが始まり
- 第3話 - 待つ時間
- 第4話 - 別れてのち

- 第5話 - 選ばれた愛
- 第6話 - 別れの瀬戸際
- 第7話 - 奇妙な夢
- 第8話 - 遠い約束

- 第9話 - 最終通告
- 第10話 - エヒメ・ラブストーリー
- 第11話 - 再び東京へ!!
- 第12話 - 時の彼方に

### 文庫本
小学館文庫
- 第1巻 1995年10月17日刊行 ISBN 4-09-192091-8
- 第2巻 1995年10月17日刊行 ISBN 4-09-192092-6
- 第3巻 1995年10月17日刊行 ISBN 4-09-192093-4

文春文庫
- 上 2010年4月10日刊行 ISBN 978-4-16-757905-0
- 下 2010年4月10日刊行 ISBN 978-4-16-757906-7

## テレビドラマ
1991年1月7日から3月18日まで毎週月曜日21:00 - 21:54に、フジテレビ系の「月9」枠で放送された。主演は鈴木保奈美。

### あらすじ
愛媛から東京に転勤した永尾完治は天真爛漫な同僚・赤名リカの出迎えを受ける。同窓会に出席した完治は関口さとみと再会するが、さとみと三上がキスしているのを目撃。ショックを受ける完治にリカは「好き」と言い、何かとつきまとう。完治はさとみに告白するが、迷うさとみは交際を躊躇する。すれ違いの末、さとみは三上と付き合いだし、完治はリカに「セックスしよ！」と誘われ一夜を共にする。リカはさとみに未練を残す完治を翻弄。完治はリカと時に衝突しながらも仲を深め、会社公認のカップルになる。さとみは三上が長崎尚子と抱き合っているのを目撃し、完治を呼び出し相談する。
リカは突然完治の故郷の愛媛に一緒に行くと言い出す。三上とさとみが破局すると、リカは完治をさとみの元に向かわせる。リカはロサンゼルス支社への転勤願いを出していた。リカは完治が引き留めてくれないことに傷つく。リカは再び完治が好きと告白し、夜に待ち合わせする。さとみは完治に「行かないで」と告白。完治はさとみを選び、リカに別れを告げる。リカは突然失踪する。
完治はリカが愛媛に行きたがっていたことを思い出し、故郷に戻る。完治が卒業した小学校で二人は再会。完治に故郷を案内してもらったリカは、ロス転勤すること、駅で待っているから気が変わったら来てほしいと去る。完治は一人考えた末、駅に駆けつけるがリカは約束より1本早い電車に乗ったあとで、フェンスには「バイバイ カンチ」と書いたハンカチが結ばれていた。リカは電車の中で完治の部屋から持ち出した小学校の写真を見て、これまでの完治との出来事を思い出し泣き出す。
お見合い結婚した尚子は新婚旅行を放り出し三上と復縁する。リカはロス支店に転勤。完治のもとにリカが愛媛から出した絵葉書が届く。
3年後、東京本社で働く完治。リカはロス支店を半年で辞めたあと消息不明になっていた。完治は妻となったさとみと一緒に三上と尚子の結婚式に出席。帰り道で二人は偶然帰国していたリカに再会。完治は久し振りにリカと語り合う。リカは「永尾くんを好きになったこと大切に思ってる」と語り、最後に「カーンチ！」と叫んで別れる。

### 製作
フジテレビ側がドラマ化の許可をもらいに行った所、原作者からの「ドラマ版ならではのオリジナリティを出してほしいので遠慮せず自由に作って欲しい」という声があった。原作では主に完治の視点を中心に展開したが、ドラマ化を前に脚本の坂元裕二が「リカ目線の方がテレビドラマとしては面白く書きやすい」と提案したことから、本作ではリカを中心にすえている。上記の原作者の言葉もあり、リカの心情を丁寧に描くなど坂元や演出家による漫画原作からドラマとして再構築するための大胆な改変が大きなヒットに繋がった。
ドラマ化にあたって柴門が提示した希望キャスティングは、「リカ→『ベティ・ブルー』のベアトリス・ダル」、「カンチ→マイケル・J・フォックス」、「三上→ロブ・ロウ」、「さとみ→ダイアン・レイン」だった。より現実的な希望として「カンチ→内村光良」、「リカ→小泉今日子」という案を出したが、新しく挑戦的な作風だったためか既に人気や知名度のある役者を起用するほどの判断は検討こそされたが結果的にできなかった。
プロデューサーの大多亮によると、主演が決まっていた鈴木に自分が演じる役をさとみとリカから選ばせたところ、リカと即答したという。リカの性格や行動を筆頭に、ドラマ版は原作とは大きく違う点が多い。また、企画段階では完治、三上役には緒形直人、本木雅弘が予定されていたが諸般の事情で、当時まだそこまで知名度の無かった織田、江口に変更となった。尚子役は当初は石田ゆり子だったが、千堂あきほが演じることになった。
本作は、主なキャスト陣（織田、鈴木、江口、有森也実）や脚本の坂元などが20代前半、スタッフ陣も演出の永山耕三、プロデューサーの大多などが30代前半と若かった。このため、撮影現場は“怖いもの知らずで新しいことに挑戦しよう”という雰囲気で、撮影方法も台本も当時としては新しい表現などが取り入れられた。
本作はトレンディドラマブームを巻き起こしたと語られることも多いが演出を担当した永山耕三は、「本作はドラマ『抱きしめたい!』のようなトレンディドラマとは異なる」としている。有森也実も本作の出演依頼を受けた際、フジテレビ側から「脱・トレンディドラマを目指してます」と告げられた。

### 主題歌・タイトルバックなど
主題歌は小田和正の「ラブ・ストーリーは突然に」で、基本的に登場人物の心境が変わるタイミングで効果的に流れ始める。同曲の「チュクチュクーン」というギターのカッティングによる印象的なイントロは、当初付いていなかった。レコーディング時に「何か物足りないね」との意見が出た後、ギタリストの佐橋佳幸が「こんなのどう？」と即興で弾いたのがイントロとして採用された。この楽曲がドラマのストーリーと非常にマッチしたこともあり、シングル売上は270万枚の大ヒットとなった。この大ヒットは、以降ドラマのタイアップを目指す各レコード会社の売込みが激しくなるきっかけとなった。
タイトルバックは、大都会を象徴するような場所（駅、交差点など）で、出演者が人ごみの中で様々な日常生活を営む光景を切り取ったもので、MTVのプロモーションビデオを意識した映像となっている。ドラマ『東京ラブストーリー』が放送された1991年（平成3年）は、まだ携帯電話が高嶺の花で、庶民の連絡手段が固定電話と公衆電話という時代であり、ドラマでは、連絡の来ない相手をじっと待つ風景が放送されるのも特徴である。
本作の東京でのロケ地（詳しくは後述を参照）として、渋谷区・港区・目黒区などを中心とした当時の東京のトレンディスポットが舞台になっている。ただしこれは元々、本作が渋谷のスタジオを中心に撮影しており、ロケ地を選ぶ際「移動が便利だからできるだけ近場で撮影しよう」という事情があった。終盤に完治が訪れる母校（愛媛県の学校）の校舎は、放送後本作のファンの間で聖地となったが、その後校舎ごと解体された。

### リカとさとみ
演出の永山によると、リカを物語の中心に置くことで、最後にはカンチに振られてしまうという“敗者の美学”を描くことになった。これには誰もが経験しうる恋愛を描きながら、物語の展開を切ない方向に持っていきながら視聴者の心を掴むという狙いがあった。本作ではリカとさとみの対比を明確にするため、2人の性格や言動が対象的に描かれている。
リカは都会的でキャリアウーマンとして自立した女性で、自分の意思をはっきりと持って主体的に行動する、という放送当時としてはまったく新しいタイプのヒロイン像だった。誰に対してもフェアで自然体に物を言うリカという存在は、制作側が想像していた以上に視聴者である同世代の女性から高い評価を受けた。対してさとみは、どこか古風で家庭的だが周りの男性に依存しがちな性格として描かれた。先述の敗者の美学により意思の強いリカが美しく負けるため、演出ではカンチと三上の間で揺れ動くさとみの気持ちを敢えて強調した。
さとみという女性を象徴するシーンの一つとして、第9話で手作りのおでんを持ったさとみがリカと会う約束をしている完治の部屋に来るシーンは放送当時、その描写の生々しさから話題になった。また、これ以降さとみは一部の視聴者から“おでん女”と呼ばれるようになった。脚本の坂元と演出の永山はこのシーンの構想中、さとみの持参料理を何にするか迷った。ある日の撮影現場の深夜食でおでんが振る舞われると、坂元が永山に「おでんって有りだよね（リカという“洋”の存在に対して、さとみの“和”のイメージを強調させるため）」と発言したことから同シーンの料理が決まった。

#### その他
- 本作の物語の舞台となった「ハートスポーツ」は、本作同様に月9で放送され、主演が織田でプロデューサーが大多、脚本が坂元も一致している 『ラストクリスマス』でも物語の舞台となった。
- 織田が主演を務めた『踊る大捜査線』シリーズのSP版「秋の犯罪撲滅スペシャル」（1998年）の劇中では、取り調べのために見ていた映像資料の中に本作の録画ビデオがあり、織田演じる青島が同僚数人と本作を熱心に鑑賞するシーンがあるが、（同じく織田が演じた）完治を見て「何かはっきりしない男っすねぇ〜」と言い、周囲に睨まれるという楽屋ネタシーンがある。

### 作品の評価
若い世代に支持され、「月9」という言葉を生み出すきっかけとなるなどその後の群像劇ドラマブームの先駆けとなる代表作として大きく貢献する作品になった。その人気は女性たちがこのドラマを見ようと家路を急いだことで、「月曜夜9時には繁華街から人影（特に20代のOL層）が消えるほどだったと言われる。
具体的には自由奔放なリカと優柔不断なカンチの恋模様が話題となり、作中で描かれる主人公たちの生活する様子は当時の若者たちにとって興味の対象になった。演出の永山によると好意的な意見がありながらも、やはり最終回に近づくにつれて視聴者からスタッフ宛に「リカを不幸にするな！」という主旨の投書がどんどん増え、最終的に300通を超えたという。
放送前にスタッフ陣は、フジテレビ上層部から「視聴率16％取得」を目標に掲げられたが、1話目からいきなり20％超えを叩き出した。平均視聴率は22.9%、最高視聴率は最終話の32.3%（ビデオリサーチ調べ、関東地区）。当時スタッフ陣は徹夜続きで必死にドラマ制作に携わっており、第1話放送後も人気の手応えを感じていなかった。その後、第4話の放送と同時に発売された『ラブ・ストーリーは突然に』のCDが、売れすぎて2週間欠品になったことを知り初めて本作の人気を実感した。
関東地区では、放送終了して約5ヶ月後の8月15日より、月 - 金の16:30 - 17:25で初めて再放送されたが、開始前には再放送番組では珍しい番組宣伝CMが放送された。
社会現象となった本作は月9ブームの火付け役となり、それ以降も同枠では『101回目のプロポーズ』『ひとつ屋根の下』『あすなろ白書』『ロングバケーション』『ラブジェネレーション』などの高視聴率な群像劇ドラマを連発し、本作は「月9」という地位や群像劇ドラマのイメージを確立する先駆けとなる作品になった。
鈴木や織田は本作の抜擢を経て、ドラマの主演級としての評価を確立し、ゴールデンタイムのドラマでは欠かせない初回からの高視聴率を望める役者としての人気と知名度を獲得するきっかけにもなった。
さとみ役の有森也実は、リカの気性とは対照的な役柄に加え結果的に彼女と完治の恋の障壁となったことからリカを応援するファンから嫌われた。ドラマを真に受けた一部の視聴者から所属事務所に脅迫状（カミソリ入りの手紙等）が届いた時は、あまりの影響力の大きさに当時はビックリしたと後に本人が語っている。

### 受賞歴
- 第1回TV-LIFE年間ドラマ大賞[14]
  - 作品賞
  - 主演男優賞 - 織田裕二
  - 主演女優賞 - 鈴木保奈美
  - 助演男優賞 - 江口洋介

### キャスト

#### 主要人物
赤名 リカ（あかなりか）（24)
演 - 鈴木保奈美
ロサンゼルスでの生活経験のある帰国子女。スポーツ用品メーカー「ハートスポーツ」の事業部所属の社員。さっぱりした気性で明朗快活な性格で、はっきりした物言いをする。愛媛県から上京してきた永尾を東京国際空港まで迎えに行く。その後、さとみに失恋し傷心の永尾と交際する事になったが、さとみへの気持ちを断ち切れていない彼に複雑な思いを抱くようになる。永尾と別れた後にロサンゼルス支社に転勤するが、半年で会社を辞めて東京の広告代理店に転職した。
永尾 完治（ながおかんじ）（24）
演 - 織田裕二
大学卒業後に一旦地元で就職したがやっぱり東京に来たくて、「ハートスポーツ」に中途採用で入社して上京した。営業部に所属。優柔不断な性格。リカからは「カンチ」と呼ばれる。出身地は愛媛で、さとみと三上とは愛媛東高校での同級生だった。就職を機に上京し2人と再会するが、永尾が想いを寄せていたさとみは三上と付き合う事になり失恋。同い年だが入社は先輩のリカからアタックされていたこともあり交際を始めるが、三上とさとみが別れた事を知り動揺する。リカと別れた後はさとみと結婚する。
関口 さとみ（せきぐちさとみ）（24)
演 - 有森也実
永尾の高校の同級生。元麻布幼稚園に勤務している幼稚園教諭。基本的には心優しい性格だが、依存心の強さなどで周囲を翻弄することがある。高校時代は清楚な印象で男子からは人気が高かったが、女子からは実家がラブホテルを経営していることを理由に、机に落書きされるなどのいじめに遭う。落書きを消してくれたのが当時、さとみに片想いをしていた永尾だと思い続けていた。上京後、三上と同棲するが破綻し永尾と次第に接近してゆく。
三上 健一（みかみけんいち）（24)
演 - 江口洋介
永尾の小学校から高校まで同級生だった幼馴染。文京大学医学部入学と同時に上京。実家からは送金してもらっているが、他は絶縁に近い状態であり親父は養子を取る。まともに大学にも通ってなく留年していて、色んな女性と遊んでおり手帳には女性のプロフィールが沢山記入されている。教授からはまた留年するかと留年勧告までされている。自分の恋愛には疎いが他人事には結構的確なアドバイスをする。左ハンドルのスープラを乗り回す。特に異性関連のトラブルが多い。さとみと破局後、尚子と急接近。一度は破綻するも尚子と結婚した。

#### ハートスポーツ社
和賀 夏樹（わがなつき）
演 - 西岡德馬
永尾とリカの上司（営業部長なので正確には永尾の上司）で既婚者。ハートスポーツの営業部長で、永尾がやって来る前はリカと不倫関係にあった。別れた後もリカが幸せになるように、永尾に時々苦言を呈したりお節介を焼いている。夜中にリカに呼び出され悩みを聞いてあげた。ご飯を食べる時にオレンジジュースを飲む。
渡辺（わたなべ）
演 - 中山秀征
永尾の同僚。ハートスポーツの営業部所属の社員。人を揶揄うのが好きだがリカを怒らせビンタされた事がある。
石井ケイコ（いしいけいこ）
演 - 伊藤美紀
永尾の同僚。ハートスポーツの営業部所属の社員。当初は永尾に思いを寄せていた節もあるが本気か揶揄いかは不明。
みどり
演 - 五島悦子
リカの同僚。ハートスポーツの事業部所属の社員。カラオケが大好きでポリープを既に取っている。10万円もする服を買ったが見せる男がいないと嘆く。

#### その他
長崎 尚子（ながさきなおこ）（22）
演 - 千堂あきほ
三上の大学の同級生で、資産家病院の娘。三上とは同級生だが、三上は留年しているため三上より年下。さとみと破綻した三上と接近するも、大学卒業の頃に親により前から決められていた婚約者と結婚する事に。結婚直前には本当は好きでもない人とは結婚したくないと三上に告げ三上のアパートに泊めてとやってくる。そして結局は結婚するが、挙式後自らの意思で相手の男の元から逃げ出し、三上と付き合い、3年後に結婚する。
秋川（あきかわ）
演 -冨家規政
尚子の実家を通してお見合いをし婚約。挙式後に婚姻届を提出するも、三上への想いを断ち切れない尚子に逃げられ破談する。
時子（ときこ）
演 - 水島かおり
関口の同僚。元麻布幼稚園の幼稚園教諭。時々洒落にならないような事を口にする。
主任
演 - 潮哲也（第4話）
アルペンの販売主任。リカを口説くが失敗に終わる。
大滝 新太郎（おおたき　しんたろう）
演 - 筒井道隆
特別編オリジナルキャラクター。ハートスポーツを退職して転職した先のリカの後輩として登場、リカと2人で愛媛に出張した。学生時代より付き合っていた彼女と別れて間もなく、リカにあこがれている。
- 阪田マサノブ、阿部六郎、前田賀奈子、松永博史、武野功雄（ケーキ屋）、青木和代、野村信次、芦沢孝子、矢田稔、小河万似子

### スタッフ
- 脚本：坂元裕二
- 音楽：日向敏文（アルファレコード）
- 演出：永山耕三（1・2・5・7・9・11）、本間欧彦（3・4・6・8・10）
- 主題歌：小田和正「ラブ・ストーリーは突然に」（ファンハウス）
フジテレビで後日放送されたバラエティ番組によると、最初の主題歌候補曲が不採用となったため、改めて作られた本曲が採用されたという。NGとなった候補曲は「FAR EAST CLUB BAND SONG」と改題され、小田のベスト盤『Oh! Yeah! (小田和正のアルバム)』（FHCL-1002）に収録されている。
- 演出補：林 徹、中江功
- 美術：荒川淳彦
- 技術：島方春樹
- 撮影：久坂保
- 照明：爲貝幸弘
- 音声：吉田勉
- 映像：松田年世
- 録画：今村信男
- 編集：石井和男
- VTR編集：高橋努
- 美術プロデュース：上村正三
- 美術進行：柴田慎一郎
- 大道具：徳丸貴文
- 装飾：望月富夫
- 持道具：若林一也
- 視覚効果：北條光昭
- タイトル：山形憲一
- 衣裳：高津勝仁
- スタイリスト：棚橋公子
- メイク：斉藤和子
- 広報：石田卓子
- スチール：瀬井美明
- CG：大村卓
- 音響効果：大貫悦男
- 制作主任：山崎康生
- 記録：喜多麗子
- 企画：山田良明
- プロデュース：大多亮

#### ロケ地

##### 東京都内
- 一の橋公園（港区東麻布） - オープニングに登場する水の流れている公園。さとみが三上のボタンを捨てた公園。
- 芝公園・東京タワー（港区芝公園） - 完治や三上とさとみが三人で遊びに行った場所。
- 神泉交差点（渋谷区南平台町） - 劇中に何度も登場する交差点。
- 西郷山公園（目黒区青葉台） - 劇中に何度か登場し、三上が完治にさとみのことで話した公園。
- 教育の森公園・文京スポーツセンター（文京区大塚） - 三上の通う文京大学医学部の設定。
- 首都高速高井戸入口（杉並区）- オープニングカットで登場する首都高速道路公団の看板。
- マックスロード（渋谷区桜丘町） - 完治とリカが待ち合わせた喫茶店。現在はエクセルシオールカフェ 渋谷桜丘店となっている。

第一話
- 羽田空港国内線ターミナルビル（大田区羽田空港） - 愛媛から上京した完治とリカが初めて出会った場所。
- 芝浦倉庫（港区海岸通） - リカと完治が商品を受け取りに行った倉庫。
- 弁慶橋のたもと（港区元赤坂） - 高校の同窓会の後に完治と三上が水切りをして遊んだ川。
- 花の館（港区北青山） - リカがサボテンを買った花屋。
- 渋谷東急プラザ（渋谷区道玄坂） - 完治や三上が同窓会の後でみんなと別れた歩道。
- 全労済ホールスペース・ゼロ（渋谷区代々木） - 新作発表会が行われた会場。
- 鉢山町交差点（渋谷区鉢山町） - 完治が道に迷った場所。
- 表参道駅（渋谷区表参道） - 完治とリカが待ち合わせの場所に行く時に使った帝都高速度交通営団（現・東京メトロ）の駅。
- 三菱石油ガソリンスタンド（渋谷区神宮前） - ラストにリカがガソリン携行缶を蹴っ飛ばしたガソリンスタンド。

第二話
- 恵比寿駅東口（渋谷区恵比寿南） - 完治とさとみが待ち合わせをした駅前。

第三話
- アムラックス池袋（豊島区池袋） - ハートスポーツがイベントを行った会場。イベントのディスプレイとして赤いセリカコンバーチブルが使われた。アムラックス池袋は2013年12月23日をもって営業を終了し、現在はVictoriaスポーツモール池袋東口店としてビル1階と地下1階が使用されている。
- 第三台場（港区台場） - 三上がさとみに告白した公園。
- 白金桟道橋（品川区上大崎）- ラストでリカが完治に「セックスしよ」と言った橋。

第四話
- 駒場東大前駅（目黒区駒場） - リカと完治が電車に乗ろうとした駅（京王電鉄井の頭線の駅）。
- 東池袋中央公園（豊島区東池袋） - ラストでリカが完治にキスした公園。サンシャインシティの隣にある。

第五話
- 表参道（渋谷区表参道） - 完治がリカにペンダントを買った場所。最終回にリカと完治が再会した場所。
- 富ヶ谷公園（渋谷区富ヶ谷） - ジャングルジムのある公園。

第七話
- 晴海ふ頭公園（中央区晴海） - さとみが三上に別れを切り出した場所。

最終話
- 代々木公園（渋谷区神南）- リカが完治と再会後、お互いに背を向けて別れた場所。
- 日本青年館（新宿区霞ヶ丘町）- エンディングでリカが東京を望むビルの屋上。ロケ地の建築物は2015年に取り壊され、2017年にリニューアルした。

##### 三浦ロケ
第四話
- 京急油壺マリンパーク - 神奈川県三浦市油壺にある水族館。リカと完治がデートした場所。

##### 水上ロケ
第五話
- 水上山荘（群馬県利根郡水上町、現・みなかみ町） - 完治らが温泉旅行に行った時に泊まった旅館。

##### 松山ロケ
第十話、最終話
- 松山空港旧旅客ターミナル（愛媛県松山市）
- 松山全日空ホテル（愛媛県松山市） - 特別編ではセミナーが開かれた場所。
- 梅津寺駅（愛媛県松山市） - リカが完治と最後に待ち合わせをして「バイバイカンチ」のハンカチが海側のホームの欄干に結ばれていた駅（伊予鉄道高浜線の駅）。
- 梅津寺パーク（愛媛県松山市） - リカが完治と話をした海沿いの公園。
- 久万町立久万中学校（愛媛県上浮穴郡久万町、現・久万高原町） - リカが完治との相合傘を彫った完治の出身校。リカを探しに故郷へ帰り校庭で再会する。
- 大洲神社（愛媛県大洲市） - リカと完治が行った完治の地元の神社。
- おはなはん通り（愛媛県大洲市） - リカと完治が歩いた街並。
- 肱川河川敷（愛媛県大洲市） - リカと完治が歩いた河原。
- 油屋旅館（愛媛県大洲市） - 完治がリカを探した時に入った旅館。
- 国道379号（愛媛県伊予郡砥部町） - 完治がリカを探して走り、トラクターの走っていた道路。

- 一の橋公園
- 西郷山公園
- アムラックス池袋
- 白金桟道橋
- 駒場東大前駅
- 表参道
- 日本青年館
- 梅津寺駅駅舎
- 梅津寺駅ホーム
- 梅津寺駅ホームのロケ地表記

### 放送日程
連続ドラマ
| 各話                                                       | 放送日        | サブタイトル     | 演出     | 視聴率 |
| ---------------------------------------------------------- | ------------- | ---------------- | -------- | ------ |
| 第1話                                                      | 1991年1月07日 | 出会いと再会     | 永山耕三 | 20.7%  |
| 第2話                                                      | 1991年1月14日 | 愛ってやつは     | 永山耕三 | 20.8%  |
| 第3話                                                      | 1991年1月21日 | 二人の始まり     | 本間欧彦 | 19.9%  |
| 第4話                                                      | 1991年1月28日 | 君の翼になる     | 本間欧彦 | 17.1%  |
| 第5話                                                      | 1991年2月04日 | いつも思い出して | 永山耕三 | 19.9%  |
| 第6話                                                      | 1991年2月11日 | 赤い糸に結ばれて | 本間欧彦 | 20.1%  |
| 第7話                                                      | 1991年2月18日 | 愛は待たない     | 永山耕三 | 22.4%  |
| 第8話                                                      | 1991年2月25日 | この恋を信じたい | 本間欧彦 | 22.9%  |
| 第9話                                                      | 1991年3月04日 | 行かないで       | 永山耕三 | 26.3%  |
| 第10話                                                     | 1991年3月11日 | 約束             | 本間欧彦 | 29.3%  |
| 最終話                                                     | 1991年3月18日 | さよなら         | 永山耕三 | 32.3%  |
| 平均視聴率 22.9%（視聴率は関東地区・ビデオリサーチ社調べ） |               |                  |          |        |

- 2006年、ニューヨークのチャンネル63で毎週土曜日夜10時から再放送が英字幕なしで放送されていた。
- 2012年4月2日から6月18日までBSフジの「名作ドラマアワー」枠（月曜22時00分）にて再放送された。
- 2018年9月14日（金）より9月28日（金）まで、同年10月8日開始の織田・鈴木が共演する『月9』新作『SUITS/スーツ』宣伝を兼ねて、フジテレビ関東ローカル内の『メディアミックスα』内で再放送された。

特別編
- 「金曜ドラマシアター・バレンタインスペシャル」として放送。
- シリーズの総集編的な内容であったが、鈴木保奈美、筒井道隆が出演した15分ほどの新撮影部分が追加された。
- 数年後という設定で後輩社員と出張のため、愛媛県に来たリカの姿が描かれている。

| 放送日        | 演出     | 視聴率 |
| ------------- | -------- | ------ |
| 1993年2月12日 | 永山耕三 | 29.9%  |

### 関連商品
1991年にポニーキャニオンからVHSでソフト化され、2009年にフジテレビからDVD-BOXが発売された。

#### サウンドトラック
- 日向敏文『東京ラブストーリー オリジナル・サウンドトラック』（アルファレコード）

- テレビドラマのサントラが発売されるのは当時では極めて珍しいケースであった。このアルバムは好調な売り上げを記録し、以後人気ドラマのサントラが発売されるのが恒例となった。

- 収録曲

- ココ・アンド・ジャスミン
- グッド・イヴニング、ハートエイク
- ソー・ファー・アウェイ
- クレイジー・フォー・ユー
- テンダリー〜リカズ・テーマ
- プロミス
- パッション・フラワー
- オータム
- イフ・ユー・ノウ
- ゼルダ
- オーヴァー・ザ・スターズ
- アローン・イン・ザ・ストリート
- エンド・タイトル

#### 関連書籍
ドラマシナリオ
- 柴門ふみ 原作 / 坂元裕二 脚本『東京ラブストーリー TV版シナリオ集』（小学館、1991年） ISBN 4-09-359041-9

楽譜
- 『東京ラブストーリーピアノアルバム』（全音楽譜出版社） ISBN 4-11-179040-2
- ドレミ楽譜編集部 編『日向敏文／東京ラブストーリー』（ドレミ楽譜出版社） ISBN 4-8108-1677-X

| フジテレビ系 月曜21時枠連続ドラマ     | フジテレビ系 月曜21時枠連続ドラマ      | フジテレビ系 月曜21時枠連続ドラマ |
| 前番組                                | 番組名                                 | 次番組                            |
| ------------------------------------- | -------------------------------------- | --------------------------------- |
| すてきな片想い （1990.10.15 - 12.17） | 東京ラブストーリー （1991.1.7 - 3.18） | 学校へ行こう! （1991.4.8 - 6.24） |

## 配信ドラマ / テレビドラマ
フジテレビの製作で29年ぶりに現代版としてリメイクされ、インターネットテレビ配信サービス「FOD」およびAmazon Prime Videoにて配信された。
2021年10月13日から12月22日まで毎週水曜0時25分 - 1時25分（火曜深夜）にフジテレビ系で放送（初回は10分拡大）。なお、織田裕二と鈴木保奈美の共演による1991年版が2020年版の地上波放送後にGyao!、TVer、FODにて無料配信される。 
番組内のタイトルは1991年版と異なり英文の「Tokyo Love Story」となる。主演の永尾完治（カンチ）を伊藤健太郎、ヒロインの赤名リカ（リカ）を石橋静河が演じ、舞台を2020年の東京に移してスマートフォンやSNSなど現代的な要素を交えつつ描かれた。

### キャスト（2020年版）
- 永尾完治 - 伊藤健太郎
- 赤名リカ - 石橋静河
- 三上健一 - 清原翔
- 関口さとみ - 石井杏奈（配信版開始時はE-girlsのメンバーだったが、TV放送時はE-girls解散後の放送）
- 和賀夏樹 - 眞島秀和
- 長崎尚子 - 高田里穂
- 北川トキコ - 手島実優

### スタッフ（2020年版）
- 原作 - 柴門ふみ 『東京ラブストーリー』（ビッグスピリッツコミックス刊）
- 脚本 - 北川亜矢子
- 音楽 - 戸田信子
- 主題歌 - Vaundy「灯火」（STARDUST RECORDS）[18]
- 企画・プロデュース - 清水一幸
- プロデューサー - 森谷雄、森本友里恵
- 演出 - 三木康一郎、永田琴、山本透
- 制作協力 - アットムービー
- 制作著作 - フジテレビ

### 配信・放送日程
| 話数   | 配信日         | 放送日         | サブタイトル         | 演出       |
| ------ | -------------- | -------------- | -------------------- | ---------- |
| 第1話  | 2020年04月29日 | 2021年10月13日 | 東京の女             | 三木康一郎 |
| 第2話  | 4月29日        | 10月20日       | はじまりは恋ではなく | 三木康一郎 |
| 第3話  | 5月06日        | 10月27日       | 逢えない時間         | 山本透     |
| 第4話  | 5月06日        | 11月03日       | 雨傘と嘘             | 山本透     |
| 第5話  | 5月13日        | 11月10日       | 二人で描く未来       | 三木康一郎 |
| 第6話  | 5月13日        | 11月17日       | 繋がる思い、離れる心 | 永田琴     |
| 第7話  | 5月20日        | 11月24日       | それぞれの覚悟       | 永田琴     |
| 第8話  | 5月20日        | 12月01日       | すれ違う想い         | 山本透     |
| 第9話  | 5月27日        | 12月08日       | 遠く離れても         | 永田琴     |
| 第10話 | 5月27日        | 12月15日       | 秘密                 | 三木康一郎 |
| 第11話 | 6月03日        | 12月22日       | ただ、そこにあるもの | 三木康一郎 |

## ミュージカル
2022年11月27日から12月18日まで東京建物 Brillia HALLで上演された。東京公演後には大阪、愛知、広島で公演が行われた（公演日程は下記およびInfobox animangaの「ミュージカル」項を参照）。

### キャスト（ミュージカル）

#### 空キャスト
- 永尾完治 - 柿澤勇人
- 赤名リカ - 笹本玲奈
- 三上健一 - 廣瀬友祐
- 関口さとみ - 夢咲ねね

#### 海キャスト
- 永尾完治 - 濱田龍臣
- 赤名リカ - 唯月ふうか
- 三上健一 - 増子敦貴（GENIC）
- 関口さとみ - 熊谷彩春

#### 共通キャスト
- 長崎尚子 - 綺咲愛里
- 和賀夏樹 - 高島礼子

#### その他
永野亮比己、引間文佳、新井希望、尾関晃輔、上條駿、今野晶乃、咲良、高瀬育海、俵和也、照井裕隆、妃白ゆあ、町屋美咲、安福毅、矢吹世奈、吉﨑裕哉

### スタッフ（ミュージカル）
- 原作 - 柴門ふみ「東京ラブストーリー」
- 音楽 - ジェイソン・ハウランド（英語版）
- 脚本・歌詞 - 佐藤万里
- 演出 - 豊田めぐみ
- 美術 - 松井るみ
- 照明 - 柏倉淳一
- 音響 - 山本浩一
- 衣裳 - 十川ヒロコ
- ヘアメイク - 鎌田直樹
- 映像 - 栗山聡之
- 振付 - 小池ミモザ
- 歌唱指導 - ちあきしん
- 音楽監督補 - 村井一帆
- 振付助手 - 梶田留以
- 稽古ピアノ - 森本夏生
- 演出助手 - 伴・眞里子
- 舞台監督 - 加藤高

### 公演日程
東京公演
2022年11月27日 - 12月18日
東京建物 Brillia HALL
大阪公演
2022年12月23日 - 25日
梅田芸術劇場シアター・ドラマシティ
愛知公演
2023年1月14日
刈谷市総合文化センター大ホール
広島公演
2023年1月21日 - 22日
JMSアステールプラザ大ホール

## 携帯電話ゲーム
2010年9月8日から携帯ゲームサイト「スーパーライト☆サクセス」にて質問に対して選択肢を選ぶことで恋愛診断ができるという携帯電話ゲームが配信された。現在は配信終了。ビッグコミックスピリッツの創刊30周年企画として制作された。

## 備考
千堂あきほのドラマデビュー作は前年に出演した「東京ストーリーズ」だが本作（東京ラブストーリー）で当たり役となったからか、本作がドラマデビュー作と言われることがある。